# Francisco Louçã
Francisco Anacleto Louçã (ur. 12 listopada 1956 w Lizbonie) – portugalski polityk, ekonomista i nauczyciel akademicki, deputowany do Zgromadzenia Republiki, były lider Bloku Lewicy.

## Życiorys
Kształcił się w Liceu Padre António Vieira, następnie kształcił się w ISEG w ramach Universidade Técnica de Lisboa, gdzie uzyskał magisterium, a w 1999 doktorat. Zawodowo związany z macierzystą uczelnią, od 2004 na stanowisku profesorskim. Członek organizacji skupiających ekonomistów, autor licznych publikacji naukowych i prasowych z dziedziny ekonomii.
Od lat 70. działał w ruchu komunistycznym, od 1978 był działaczem Partido Socialista Revolucionário, która w 1999 weszła w skład Bloku Lewicy. Francisco Louçã został faktycznym liderem tej formacji, od 2005 do 2012 zajmował w niej stanowisko koordynatora. Również w 1999 został po raz pierwszy wybrany do Zgromadzenia Republiki w okręgu Lizbona (reelekcję uzyskiwał w wyborach w 2002, 2005, 2009 i 2011). W 2006 wziął udział w wyborach prezydenckich, uzyskując w pierwszej turze 5,3% głosów. W 2015 wybrany w skład Rady Państwa, organu doradczego prezydenta Portugalii, zasiadał w niej przez dwie kadencje.